# Anubis The Ride
Pour les articles homonymes, voir Anubis (homonymie).
Anubis The Ride sont des montagnes russes lancées du parc Plopsaland, situé à La Panne, dans la province de Flandre-Occidentale, en Belgique. Le thème est la série télévisée Anubis.

## Le circuit
Le train quitte la gare et arrive directement dans un virage à 90° descendant au niveau du sol et entre dans la zone de lancement. Le train attaque ensuite une montée à la verticale, puis le Top Hat à 34 mètres, et replonge ensuite vers le sol. Le train arrive ensuite dans un looping plongeant (Dive Loop en anglais), puis remonte une bosse, et replonge ensuite à nouveau pour arriver dans l'Immelman. Il s'ensuit un virage, la zone de freins de mi-parcours, une petite bosse, un virage à 180°, l'Heartline Roll et finalement la zone de frein finale.

## Statistiques

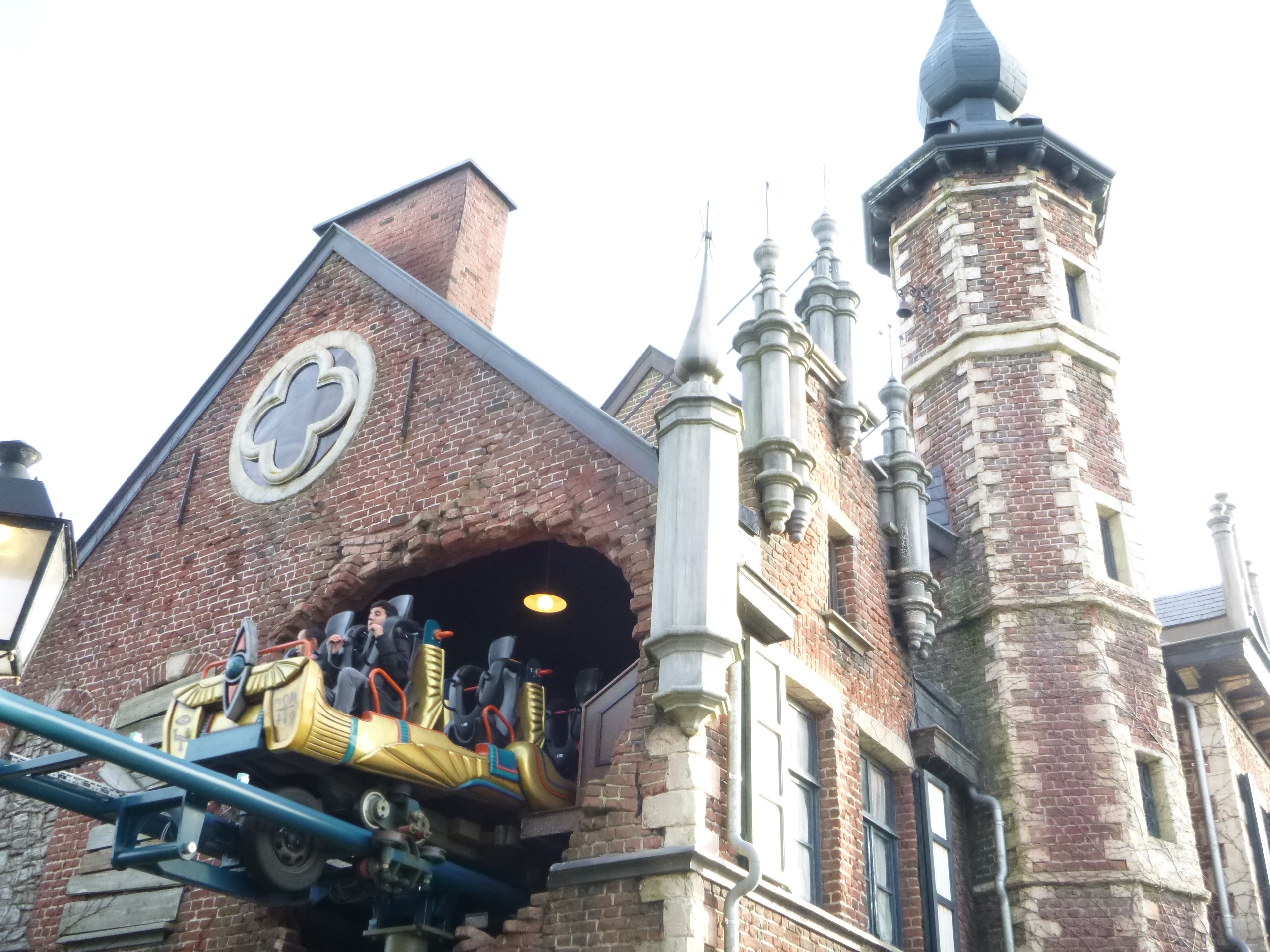
Anubis The Ride sortie de la gare

- Accélération maximale : de 0 à 90 km/h en 2 secondes (arrivée sur le système de lancement à environ 35 km/h)
- Éléments : Top hat, Dive Loop, Immelman et heartline roll
- Trains : 3 trains d'un seul wagon. Les passagers sont placés par deux sur trois rangs pour un total de 6 passagers par train. Ces trains sont disposés en forme de tribune, c'est-à-dire que les places forment un V et que les places arrière sont les plus excentrées et les plus hautes.